# Hamadriady
Hamadriady (gr. gr. Ἁμαδρυάδες Hamadryádes, l.poj. Ἁμαδρυάς Hamadryás, łac. Hamadryades, Hamadryad, z gr. ἅμα háma + δρῦς drŷs – 'współżyjące z drzewami') – w mitologii greckiej nimfy, opiekunki pojedynczych drzew, z którymi rodzą się i umierają.